# Vívócsiga
A vívócsiga vagy óriás szárnyascsiga (Lobatus gigas) a csigák (Gastropoda) osztályának Sorbeoconcha rendjébe, ezen belül a szárnyascsigák (Strombidae) családjába tartozó faj.
A szép házáról ismert vívócsiga sajátos védekezőtechnikájáról kapta a nevét: ha megzavarják, izmos lábával vadul hadonászik, vagyis „vív”.

## Előfordulása
A vívócsiga a Karib-tenger, a Mexikói-öböl, az Antillák és Dél-Amerika keleti partjainak meleg, tiszta vizében él egészen Rio de Janeiróig. Állományát erősen ritkítja az ajándéktárgy-kereskedelem.

## Megjelenése
A vívócsiga házának hossza 15-35 centiméter, testtömege 2 kilogramm is lehet. A ház, az állat hátoldalán lévő bőrmirigyek váladékából folyamatosan épül. A nagyon idős példányok háza különösen vastag, kérges. A héjon körben szárnyszerű nyúlványok is nőnek, amelyek belül rózsa- vagy narancsszínűek, kívül pedig matt barnák. A felületi kinövések lehetnek tompák és dudorszerűek, vagy élesek és tüskeszerűek. A szemek a kitolható tapogatók csúcsán helyezkednek el. A csiga rendszerint csak egy szemkocsányt használ, a másikat behúzva tartja a ház peremének közelében.

## Életmódja
A kifejlődött állat nappal, a fiatal éjjel aktív. Tápláléka főként algák. A vívócsiga 10-25 évig él.

## Szaporodása
Az ivarérettséget 3 hónapos korban éri el. A párzási időszak február és október között van, és ez idő alatt állandóan párzanak. A peték száma 180 000-460 000 között van. Egy pete 5-7 milliméter hosszú. A csiga petezsinórokon rakja le őket. Három nap elteltével krémszínű, úgynevezett veligera-lárvák kelnek ki. Papírvékony héjuk van, és tudnak úszni. A lárvák hamarosan finom kis vitorlákat (velum) növesztenek, melyek szabadon lebegtetik őket a vízben. Ekkor még csak a szívük van meg, a többi szerv csak két hónapos korukban fejlődik ki. A lárváknak számos ellensége van.